# Brooklyn Children's Museum
El Brooklyn Children's Museum (Museu dels Nens de Brooklyn) és un museu d'ús general en Crown Heights, situat al barri de Brooklyn, a la ciutat de Nova York. Fundat en 1899, va ser el primer museu dels Estats Units, i alguns creuen que del món, en atendre específicament les necessitats educatives dels nens. És únic també en la seva ubicació, ja que es troba a una zona residencial. Construït en un subterrani de diversos nivells (galeries), el museu va ser objecte d'una ampliació i renovació per duplicar el seu espai. La seua segona obertura va estar el 20 de setembre de 2008.

## Exposicions
Les col·leccions i exposicions d'aquest museu reflecteixen la seva llarga història, així com els canvis en les necessitats educatives dels nens a través del temps i com ha canviat el seu context. La intenció original del museu va ser la presentació de la ciència natural per aquells nens que estaven criats en un entorn urbà, però després de la Segona Guerra Mundial, l'enfocament d'ensenyar la tecnologia i el coneixement cultural es va fer més important. La galeria subterrània, en la qual es troba el museu, proporciona un lloc ideal per a l'organització d'exposicions "en evolució". El museu no tenia la intenció d'atraure exclusivament l'interès d'un públic jove, però si comprometre les ments dels visitants més menuts, per fomentar una adequada educació ja des de l'etapa de la infància. Actualment, els nens poden contribuir en la planificació de les exposicions del museu.

## Història
El Museu va ser fundat arran d'una proposta de l'Institut d'Arts i Ciències de Brooklyen (avui Museu, també a Brooklyn) el 16 de desembre de 1899 a la Casa d'Adams. El museu funcionà sota la direcció de l'Institut de Brooklyn i va rebre aproximadament diversos anys uns 70.000 $ en fons públic per complementar les donacions ja rebudes. Aquest fons isqué de la mateixa ciutat de Nova York. L'assistència de públic va créixer ràpidament, amb la visita mensual superior a 13.000 persones a l'octubre de 1905.
El 1929, el museu va obrir les portes com l'annex de Smith House. Eleanor Roosevelt va assistir a la cerimònia. En 1930, l'Administració del progrés del treball subministra centenars de treballadors per al museu, allò que va facilitar la crisi de la Gran Depressió. Entre aquests treballadors es trobava Ellis Credle, qui va pintar murals abans que la seva carrera com artista reconegut comencés. A l'octubre de 1930, la visita mensual de públic va aconseguir una xifra de 60.000 persones i el 1939, el museu va rebre moviment de 9 milions de visitants, coincidint amb el 40 aniversari de la primera obertura.
El 1975, el museu es va traslladar a un nou espai, situat sota Brower Park a les avingudes de Sant Marc i Brooklyn. En 1996, el museu va ser una vegada més renovat, a un cost de $ 7 milions, per incloure amfiteatres en miniatura i una sèrie de noves galeries. Dos anys més tard, es va convertir en una part fonamentar del "cor de Brooklyn", una associació cultural creada per promoure el turisme a Brooklyn.
En 2005, va classificar-se en el lloc 406 de les institucions d'art de la ciutat de Nova York i va rebre per part d'una donació privada d'una empresa americana (la Carnegie Corporation) uns 20 milions $, la qual va ser possible gràcies a una donació a la ciutat de Nova York i al seu alcalde Michael Bloomberg.
En aquest mateix any es va iniciar l'expansió del museu, amb un cost de 43 milions de $, que va estar gairebé el doble de la mida d'aquell museu. Va manejar a més de 400.000 visitants per cada any.
Actualment, com a part del seu compromís amb la integritat del medi ambient i l'eficiència energètica, la institució ha tingut el mèrit de ser el primer museu de la ciutat de Nova York per utilitzar pous geotèrmics per escalfar i refrigerar.

## Aniversaris i esdeveniments
El Museu dels Nens de Brooklyn lloga part de les seues instal·lacions per a festes d'aniversari i altres esdeveniments, com poden ser comiats de soltera, casaments, esdeveniments corporatius i de grups culturals o especials, entre d'altres.